# 李富玉
李 富玉（リ・フユ、1978年5月9日 - ）は、中華人民共和国、山東省乳山出身の自転車競技選手。

## 経歴
当初は陸上競技に取り組んでいたが、怪我のため地方代表選考会に出場することができなかったことをきっかけに、自転車競技に転身。
1998年のアジア競技大会（バンコク）では、マウンテンバイクレースのクロスカントリーとトラックレースの団体追抜でいずれも銅メダルを獲得した。
2005年、マルコポーロに加入し、ロードレース主体の活動にシフトした。
2006年、ツアー・オブ・タイで総合優勝、ヴェストファーレン・プライスで優勝を果たしたことが契機となり、翌2007年、ヨハン・ブリュイネール率いるディスカバリーチャンネルへ移籍した。
しかしディスカバリーチャンネルが2007年シーズン限りで解散したため、2008年、マルコポーロに復帰。
2009年、国内選手権・個人タイムトライアル優勝。
2010年、ブリュイネールが監督を務め、ランス・アームストロングが中心選手となって活動する、チーム・レディオシャックへ移籍することが決まった。3月に開催されたドワルス・ドール・フラーンデレン終了後に採取されたAサンプルにおいて、クレンブテロールの陽性反応が出たことが4月22日に判明したため、出場保留を受けた。同年8月1日、Bサンプルでも陽性反応が出たため、2年間の出場停止処分を受けた。これについては、中国では養豚場でのクレンブテロールの違法使用が後を絶たず国内外で中毒事件などが問題となっており、WADAアンチドーピング研究室のディレクターだったダウ・ディボアーは検出値が余にも低いため食物汚染であり故意の不正行為ではないのではないかという見解を示している。
2012年、中国のコンチネンタルチーム、ハンシャンサイクリングで復帰しツアー・オブ・チャイナ1総合32位、ツアー・オブ・チャイナ2総合23位、ツアー・オブ・ハイナン総合54位、ツアー・オブ・太湖で総合30位、ツアー・オブ・福州で総合4位と2年間のブランクを感じさせない走りを披露した。
2013年、ツール・ド・ランカウイでは数回、逃げに乗りチームメイトの中国語の翻訳や集団牽引などを行い。自らも総合71位で完走している。

## 主な戦歴
1998年
アジア選手権マウンテンバイク　3位
アジア選手権チームパシュート　3位
1999年
アジア選手権嬬恋大会個人タイムトライアル 11位
2000年
ツール・ド・コリア 総合9位
2005年
ツアー・オブ・カタール 出場
ツアー・オブ・青海湖 総合26位
2009年
- ツアー・オブ・チンハイレイク 総合29位
  - プロローグ　2位
  - 第6ステージ 7位

2010年
- ドワルス・ドール・フラーンデレン 122位
- ヘント〜ウェヴェルヘム 68位
- バスク一周 総合115位

2012年
- ツアー・オブ・チャイナ1 総合32位
- ツアー・オブ・チャイナ2 総合23位
- ツアー・オブ・ハイナン 総合54位
- ツアー・オブ・タイフーレイク 総合30位
- ツアー・オブ・福州　総合4位

2013年
- ツール・ド・ランカウイ　総合71位